# Kněževes (okres Blansko)
Obec Kněževes se nachází v okrese Blansko v Jihomoravském kraji, na jeho hranici s krajem Pardubickým, 3 km severně od Olešnice. Součástí obce jsou také vesnice Veselka a Jobova Lhota, přičemž druhá zmíněná leží na historickém území Čech (jako jediné sídlo Jihomoravského kraje). Žije zde 171 obyvatel.

## Historie
První písemná zmínka o obci pochází z roku 1416.

## Pamětihodnosti
- Venkovská usedlost čp. 17

## Galerie

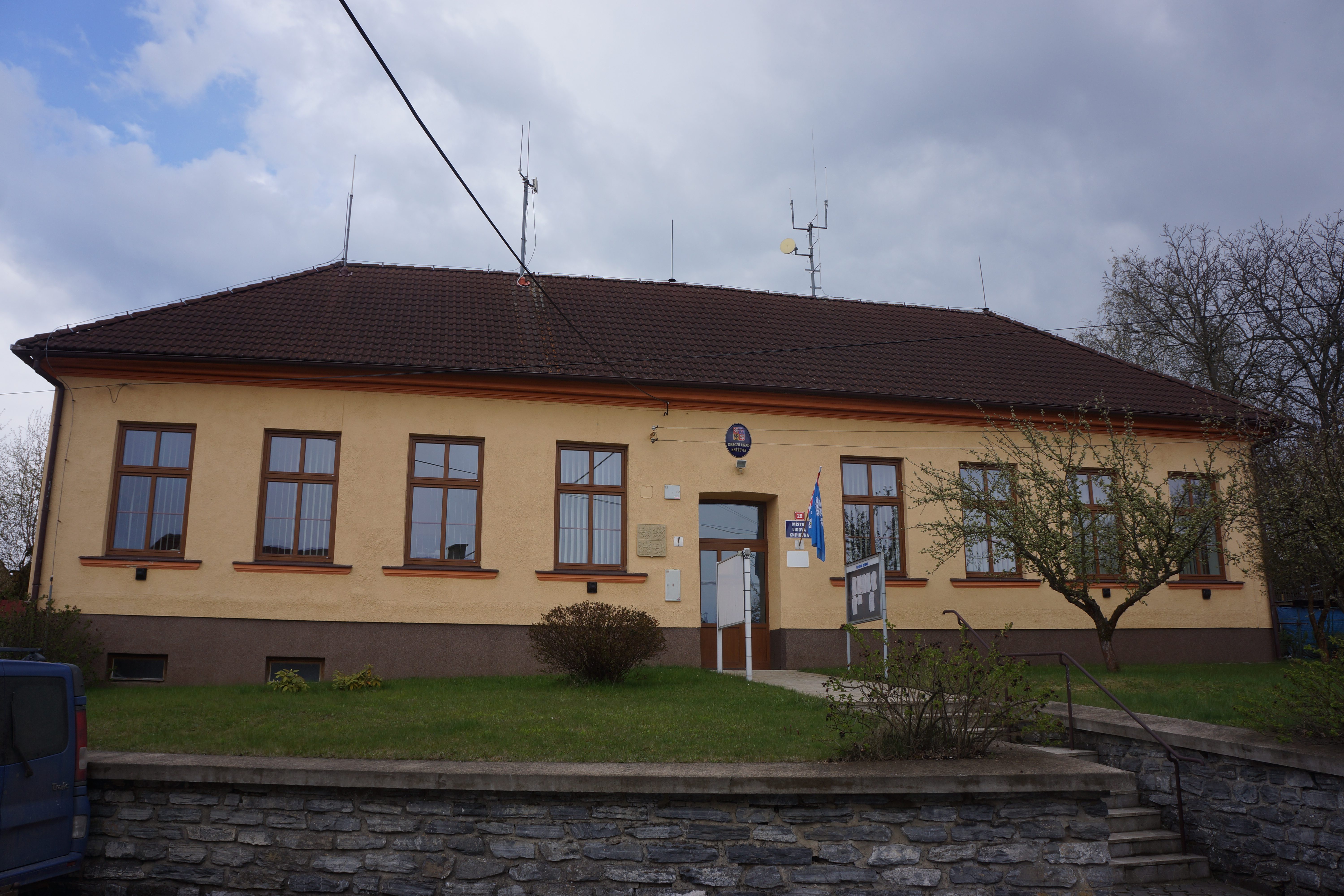
Obecní úřad
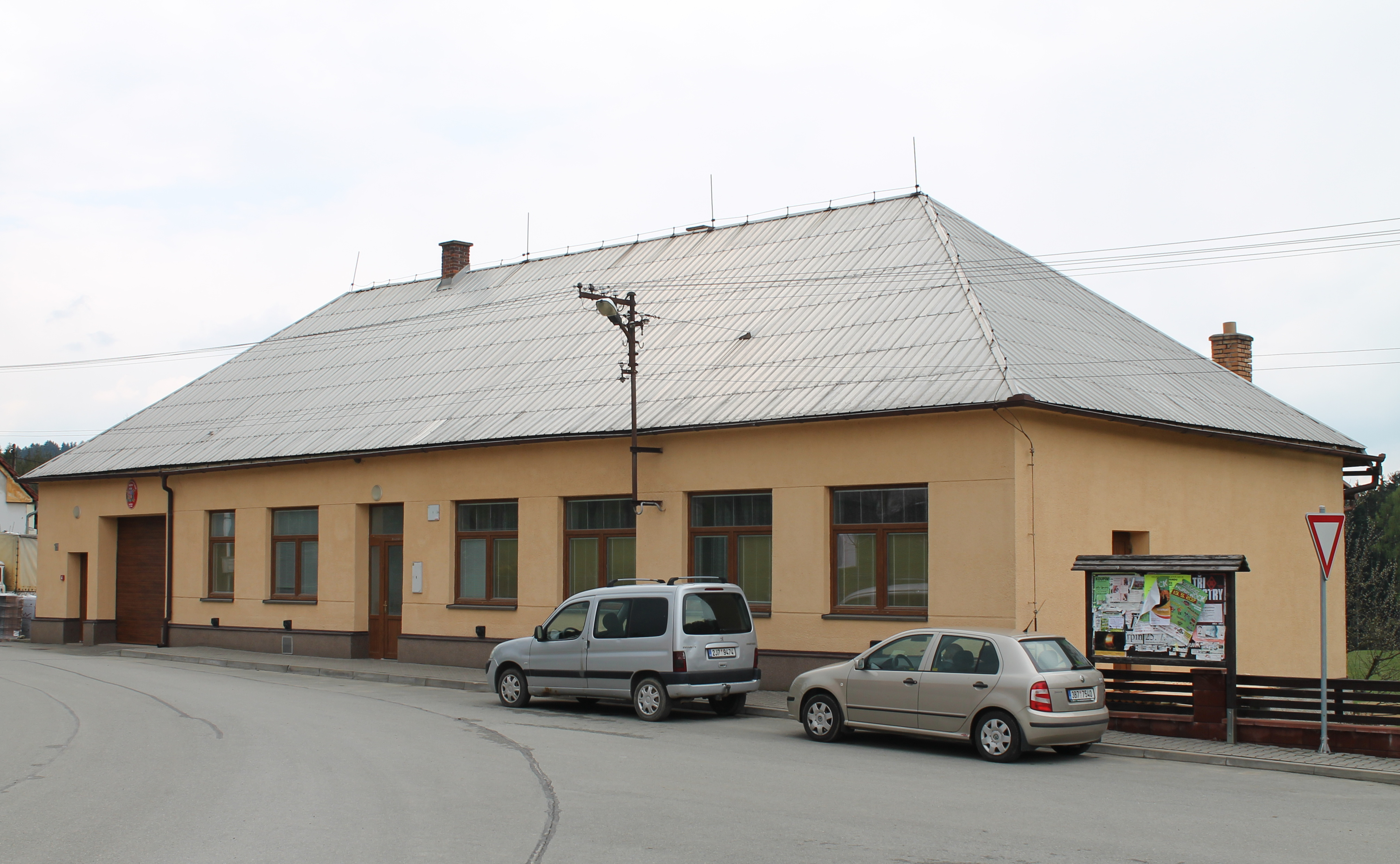
Hasičská zbrojnice
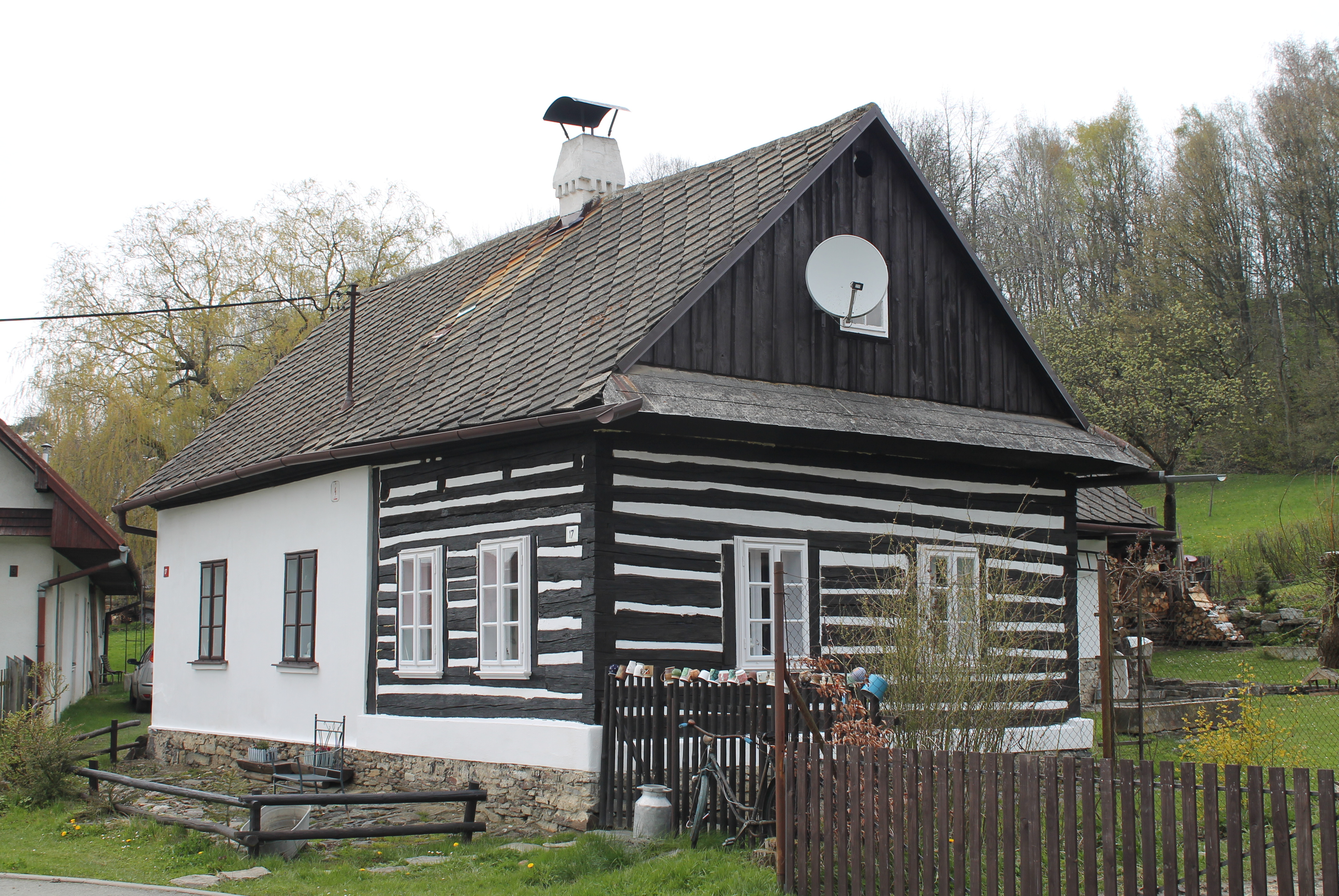
Roubený dům čp. 17
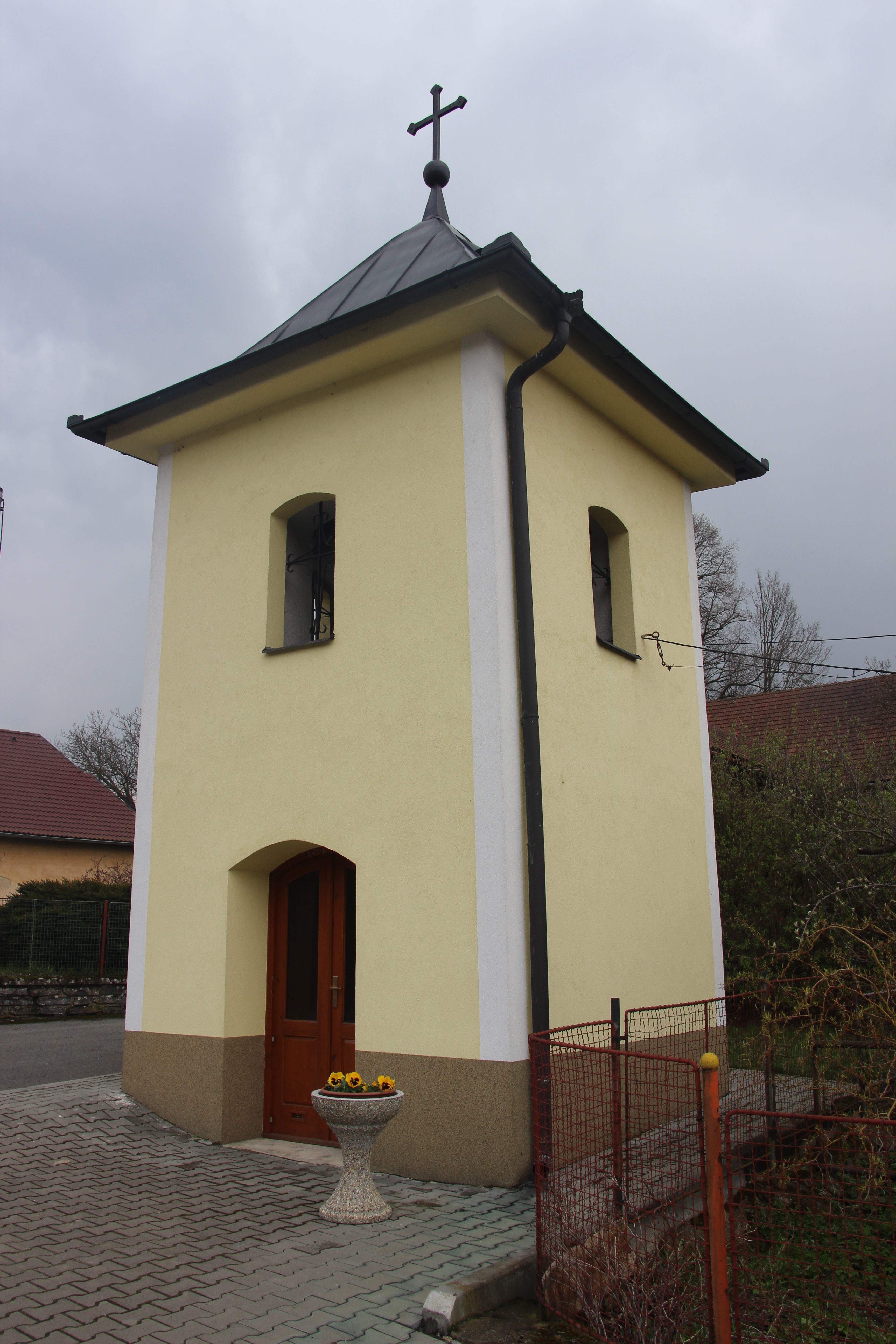
Zvonice
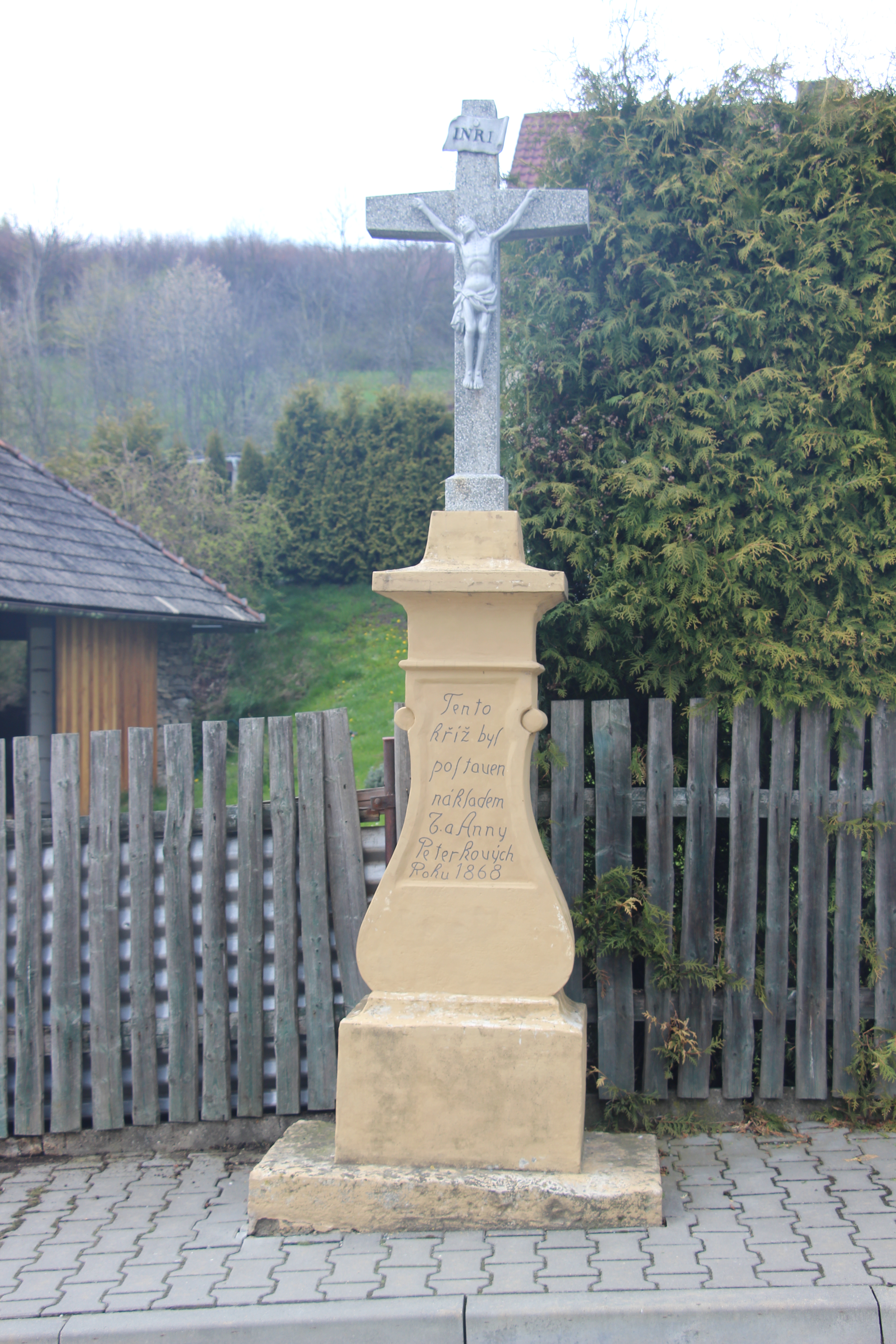
Kříž u zvonice